# Hedersmord
Hedersmord, eller skammord, är ett ofta planerat mord på en familjemedlem eller släkting för att återupprätta familjens, klanens eller gruppens heder, som offret på något sätt anses ha vanärat. Hedersmord och annat hedersvåld är våld i nära relationer som motiveras av hederskultur och drabbar oftast kvinnor. FN:s befolkningsfond (UNFPA) bedömde 2010 att hedersmorden globalt har 5 000 årliga offer. Mörkertalet är stort och enligt Amnesty International dokumenteras årligen cirka 1000 fall enbart i Pakistan.

## Motiv
Den upplevda vanäran förorsakas vanligtvis av följande värderingar och åtföljande handlingar:
- Förövarna anser det är fel att umgås med personer av motsatt kön, och/eller med personer ur andra grupper.
- Förövarna anser att vissa kläder bryter mot gruppens klädkod för offrets könstillhörighet.
- Förövarna försöker tvinga offret att genomgå ett arrangerat äktenskap, eller försöker stoppa en skilsmässa eller förhindra offret ifrån att gifta sig enligt eget val.
- Förövarna tolererar ej för- eller utomäktenskapliga sexuella handlingar eller homosexuellt umgänge.[1]

## Definitioner
Det finns ingen entydig och allmänt accepterad definition av hedersmord och i vetenskapliga sammanhang används ett antal mer eller mindre överlappande termer.
Hedersvåld skiljer sig från partnervåld (engelska: domestic violence) genom att hedersvåld oftare sker i samförstånd mellan ett kollektiv av släktingar.
Vanligast är uppfattningen att hedersmord består i att fäder eller andra manliga släktingar dödar kvinnliga släktingar för att dessa har haft ett förhållande med en man familjen inte godkänt, eller för att de inte velat följa familjens traditioner. Ibland dödas även den man hon har umgåtts med. En vidare syn på hedersmord omfattar även att unga män mördas för att de kommer ut som homosexuella eller missbrukar droger, och termen kan också innefatta andra mord som syftar till att återställa familjens heder.

## Gärningsmän och offer
Det vanligaste är att en kvinna mördas med motivet att släktens heder och rykte anses räddat, men i fall med sex utanför äktenskapet mördas ibland även den manliga deltagaren. Manliga offer för hedersmord är ovanliga och förekommer bara när både kvinnan och mannen dödas. Majoriteten av hedersbrott utförs av en person i släktens manliga släktled såsom far, bror, farfar eller farbror. Andra gärningsmän kan inkludera systrar, ingifta, grannar och vänner. Det har förekommit att mödrar utfört hedersmord, främst när döttrar haft sex före äktenskapet och/eller resulterande graviditet. I vissa fall agerar kvinnliga släktmedlemmar indirekt genom att de av släktens överhuvud uppmuntrar dem till att övertyga dottern eller systern att det är riskfritt att komma hem under försäkran att de ej kommer att skadas.
Även män blir offer för hedersmord. Det kan drabba den man som genom en icke accepterad förbindelse anses ha dragit vanära över kvinnans släkt, och om hon var gift även över hennes makes släkt. Män kan också mördas för att försvara familjens heder om de kommit ut som homosexuella eller som transpersoner.

## Hedersmord i världen
Hedersmord och hedersvåld ses ofta som en produkt av en patriarkalisk kultur där kvinnors heder och "renhet" är av vikt. Ofta förknippas det med islamsk kultur och med samhällen som är organiserade i klaner. Det förekommer också i Indien, där giftermål eller andra förbindelser över kastgränser kan ses som oacceptabla. Vid en intervjuundersökning i sju arabländer, utförd 2018–2019 av en enhet vid Princeton University, ställdes bland annat frågan om intervjupersonen såg hedersmord som acceptabelt. I Marocko och Algeriet svarade 25-27 procent ja på frågan, i Jordanien 21 procent och i Sudan 14 %. I Tunisien, Libanon och den palestinska Västbanken svarade 8 procent att hedersmord är acceptabelt.
Hedersmord förekommer också i länder där majoritetskulturen inte stödjer de normer som ligger bakom brottet, och då företrädesvis, men inte bara, bland människor med rötter i islamska länder.
Antalet årliga hedersmord i välden är mycket svårt att uppskatta eftersom brotten sällan anmäls. De kan i stället rubriceras som självmord eller olyckshändelser, eller helt döljas för myndigheterna och lösas genom överenskommelser mellan de inblandade familjerna eller i lokala traditionella domstolar. År 2010 uppskattade FN att 5000 kvinnor varje år dödas i hedersmord. År 2011 uppskattade Pakistans ledande människorättsgrupp antalet till 1000 endast i Pakistan.
Lagstiftningen kring hedersmord varierar mellan olika länder och innebär ibland att mord med hedersmotiv bestraffas lindrigare än andra mord. Jordaniens strafflag medgav 2017 strafflättnad för mord med hedersmotiv, men det pågick en diskussion om att ändra detta. På den palestinska Västbanken pågick motsvarande diskussion om lagändring år 2014. En människorättsjurist har där påpekat att många mord som begåtts av andra orsaker kan ha rubricerats som hedersmord för att därmed få strafflindring. Turkiet genomförde 2004 en lagändring så att hedersmord bestraffades lika hårt som andra mord. Det ledde till att förövare började tvinga offren till självmord istället för att till exempel låta en son mörda sin syster vilket skulle göra att familjen förlorade två barn istället för bara ett. 2017 konstaterade United Nations Mission in Afghanistan att i det stora flertalet av anmälda hedersmord och mord på kvinnor blev förövaren aldrig bestraffad.

## Hedersmord i Sverige
Följande hedersmord begångna i eller med anknytning till Sverige har blivit uppmärksammade i media:
- 1986 - Mordet på Ibrahim och Bafreen Fatah (kurdiska makar från Irak).[24]
- 1994 - Mordet på Maryam i Hällefors (kristen palestinsk kvinna).[25]
- 1996 - Mordet på Sara Abed Ali i Umeå (kurdisk kvinna från Irak)[26]
- 1999 - Mordet på Pela Atroshi (kurdisk kvinna från Irak). Mordet begicks fysiskt sett i Irak, men inom en i Sverige bosatt familj.
- 2002 - Mordet på Fadime Sahindal (kurdisk kvinna från Turkiet)
- 2005 - Mordet på Abbas Rezai (afghansk man)
- 2010 - Mordet på Jian Subhi Aref (kurdisk kvinna från Irak) [27][28][29]
- 2012 - Mordet på Maria Barin Aydin (yazidisk kvinna från Irak)
- 2016 - Mordet på Ramin Sherzaj (afghansk man)[30]
- 2016 - Mordet på 16-åriga Marzieh Amiri från Iran som var andrahustru till en 41-årig man som kommit till Sverige år 2011 med sin första fru. Mannen dömdes i tingsrätt och hovrätt till 18 års fängelse och utvisning på livstid.[31]

Enligt Jan Hjärpe kom förövarna uteslutande från förmoderna samhällen, där staten och den offentliga sektorn är svag och där mäns makt och klanens rykte hänger samman med kontrollen av kvinnors sexualitet. Utöver dessa domar antar man att det kan finnas ett stort mörkertal. Hedersrelaterat våld och förtryck har den senaste tiden ökat i Sverige och enligt riksorganisationen GAPF - Glöm aldrig Pela och Fadime misstänks minst 10 unga kvinnor och män fallit offer för hedersmord i Sverige under 2016.
Ett antal förundersökningar har inletts i Sverige med misstankar om hedersrelaterade mord med följande gemensamma scenario: En ung kvinna inom en kultur där hedersmord förekommer påstås ha begått självmord eller råkat ut för en olycka, till exempel genom fall från en balkong. Förundersökningarna har dock lagts ner då brott inte har kunnat styrkas. De fällande domarna i hedersmordmål har oftast byggt på ett vittnesmål. Om ingen velat vittna eller vittnesuppgifter ändras under utredningens förlopp har det varit svårt att bevisa något. Balkongflickor förekommer som beteckning på dessa offer. Sveriges Radios Kaliber och Front har rapporterat att fenomenet blivit vanligare i Sverige de senaste åren och att tio av femton stödverksamheter berättade att de varit i kontakt med flickor som uppmanats av sina föräldrar att ta sina liv. Fem av verksamheterna hade ofta hört talas om förtäckta mord. Sydsvenskan rapporterade år 2013 att tio flickor omkommit i balkongfall sedan 2006.
År 2016 begicks tio hedersmord i Sverige, vilket utgjorde 10 procent av totalt 105 mordfall det året. De sex kvinnliga offren utgjorde en tredjedel av kvinnomorden.
Från och med 1 juni 2022 är hedersförtryck ett brott enligt den svenska brottsbalken, och om motivet till ett mord eller annat brott är hedersrelaterat betraktas detta som en försvårande omständighet och kan leda till strängare straff.